# Giro frontal medial
El giro frontal medial es una circunvolución del cerebro. Se encuentra en la superficie interna o medial del lóbulo frontal del cerebro, separada del giro cingular por el surco del cíngulo o cisura del cíngulo. Se continúa, hacia arriba, con el giro frontal superior, y, hacia abajo, con la circunvolución orbitaria interna.